# 昭和歌謡セレクション
昭和歌謡セレクション（しょうわかようセレクション）は、エスケープロダクツ制作で日経ラジオ社（ラジオNIKKEI）などで全国放送されているラジオ番組。（2009年10月スタート）

## 番組概要
メインは「昭和歌謡」であり、昭和30年代〜60年代にヒットした曲をオンエアしていく番組。
同時に局により、ラジオショッピングを兼ねており、当番組でオンエアされる昭和歌謡が所収されたコンピレーションCDを販売している。
基本的に30分版をベースに局の編成に合わせて編集を行っているが放送時間の変更などに合わせて適宜各局別にナレーションを収録したものを流すこともある。

## パーソナリティ
- 佐藤健一（愛称 サトケン、自身が制作担当）

## 放送時間
放送局
- 秋田放送(ABSラジオ)　月〜金 5:00 - 5:20
- 大分放送（OBSラジオ）　月〜金 5:00 - 5:10
- 南日本放送（MBCラジオ）　水　21:40-21:50
- 山口放送　 （KRYラジオ）日　16:30 - 16:55
- 日経ラジオ社（ラジオNIKKEI）　日 17:30 - 18:00
- IBC岩手放送　（IBCラジオ）日 23:00 - 23:30
- 東北放送（tbcラジオ）月　16:35-16:50
- 京都放送（KBSラジオ）　月 5:15- 5:55
- 山梨放送(YBSラジオ)　日　6:00- 6:15
- ラジオ福島　（rfcラジオ）火 20:30-21:00

## 特別番組
ラジオNIKKEIを中心に当番組のスペシャル版を生放送することがある。通常は佐藤のみの出演であるが、ゲストを迎えることもある。
- ラジオNIKKEI
  - 2014年3月22日12:00 - 16:30/『昭和歌謡セレクション　4時間30分耐久紅白バトル!』（佐藤、吉田朋代）[2]
  - 2014年4月29日12:00 - 16:00/『昭和歌謡セレクション〜昭和の日スペシャル〜』（佐藤、吉田朋代）[3]
  - 2014年9月15日9:00 - 12:00/『昭和歌謡セレクション〜敬老の日スペシャル〜』（佐藤、吉田朋代／沢中健三）[4]
  - 2014年9月23日14:00 - 16:45/『昭和歌謡セレクション 秋分の日スペシャル』（佐藤、吉田朋代）[5]
  - 2014年11月3日11:00 - 14:00/『昭和歌謡セレクション　文化の日スペシャル』（佐藤、吉田朋代）[6]
  - 2015年4月29日12:00 - 17:15/『昭和歌謡セレクション 昭和の日スペシャル2015 』（佐藤／沢中健三／古澤剛）[7]
  - 2015年9月23日11:30 - 17:15/『昭和歌謡セレクション 秋分の日スペシャル2015』（佐藤、田中美和子／村上ゆき／タブレット純）[8]
  - 2016年4月29日12:30 - 19:00/『昭和歌謡セレクション 昭和の日スペシャル2016』（佐藤、吉田朋代／寺田恵子／古澤剛／田中美和子）[9]
  - 2016年9月22日12:30 - 15:00/『昭和歌謡セレクション 秋分の日スペシャル2016 第1部』（佐藤）[10]／16:30 - 18:00/『昭和歌謡セレクション 秋分の日スペシャル2016 第2部 中西圭三スペシャル』（佐藤／中西圭三）[11]
  - 2016年11月3日9:00 - 12:15/『昭和歌謡セレクション 文化の日スペシャル』（佐藤／沢田聖子）[12]
  - 2016年11月23日12:00 - 17:00/『昭和歌謡セレクション 勤労感謝の日スペシャル2016』（佐藤、櫻田彩子／須永辰緒／2VOICE）[13]
  - 2017年5月3日8:00 - 17:00/『昭和歌謡セレクション スペシャル』（佐藤、松本ともこ／早見優、野田幹子／沢田聖子、田家秀樹）[14]
- 山口放送
  - 2011年1月1日18:00 - 20:00/『決定版!これが昭和の紅白歌合戦』（佐藤、番井奈歩／垰智子）[15]